# Le Baiser de Judas (X-Files)
Pour les articles homonymes, voir Le Baiser de Judas.
Le Baiser de Judas (Gethsemane) est le 24e et dernier épisode de la saison 4 de la série télévisée X-Files. Dans cet épisode, qui fait partie de l'arc mythologique de la série, Mulder est confronté à une preuve de la vie extraterrestre qui pourrait bien être un canular alors que Scully lutte contre son cancer.
L'épisode, qui a nécessité la création de l'un des décors les plus élaborés de toute la série, a obtenu des critiques globalement favorables.

## Résumé
Scully est appelée par la police pour identifier un corps dans l'appartement de Mulder. Elle comparaît ensuite devant une commission du FBI présidée par Scott Blevins afin de relater sa dernière enquête avec Mulder.
Quelque temps auparavant, une expédition découvre le corps congelé d'un extraterrestre dans la chaîne Saint-Élie. Le professeur Arlinsky contacte Mulder pour lui faire part de cette découverte et l'invite à venir authentifier le corps avec lui. Scully, dont le cancer vient de métastaser, refuse d'accompagner Mulder, et reste à Washington pour analyser les carottes de glace prélevées autour du cadavre. Les analyses confirment la présence d'ADN d'origine inconnue, mais les échantillons sont volés par un homme qui prend la fuite après avoir assommé Scully. Pendant ce temps, Mulder et Arlinsky arrivent dans la chaîne Saint-Élie et constatent que tous les membres de l'expédition ont été tués, sauf un collègue d'Arlinsky nommé Babcock qui a réussi à cacher le corps de l'extraterrestre. Les trois hommes ramènent le corps à Washington.
Grâce à des empreintes qu'il a laissées, Scully identifie son agresseur comme étant Michael Kritschgau, employé à la division de la recherche du département de la Défense. Elle le contraint à parler sous la menace d'une arme. Mulder, Arlinsky et Babcock autopsient le corps, qui semble bien être celui d'un extraterrestre. Scully appelle alors Mulder pour que Kritschgau lui répète ce qu'il lui a révélé. Kritschgau affirme qu'il invente depuis des années de faux indices de l'existence des extraterrestres dans le but que des gens comme Mulder croient en eux et afin de couvrir les activités du complexe militaro-industriel. Mulder refuse de croire que le corps qu'il vient d'autopsier est une supercherie jusqu'à ce que Scully lui dise que le cancer lui a été inoculé dans le seul but qu'il continue de poursuivre des chimères. Mulder et Scully découvrent ensuite qu'Arlinsky et Babcock ont été tués et que le corps a disparu.
De retour chez lui, Mulder s'effondre en larmes devant la possibilité bien réelle que tout ce en quoi il a cru jusqu'alors n'était qu'inventions. Devant la commission, Scully affirme qu'elle a identifié le corps de Mulder, celui-ci s'étant apparemment tiré une balle dans la tête.

## Distribution
- David Duchovny : Fox Mulder
- Gillian Anderson : Dana Scully
- John Finn : Michael Kritschgau
- Matthew Walker : Arlinsky
- James Sutorius : Babcock
- Sheila Larken : Margaret Scully
- Pat Skipper : Bill Scully Jr
- John Oliver : Rolston
- Charles Cioffi : Scott Blevins

## Production
Le titre original de l'épisode, Gethsemane, fait référence au jardin biblique de Gethsémani dans lequel Jésus a été trahi par Judas Iscariote. La tagline habituelle du générique, The Truth Is Out There, est transformée pour l'épisode en Believe the Lie (« Croire le mensonge »). L'épisode marque la première apparition à l'écran du personnage de Bill Scully Jr ainsi que le retour de celui de Scott Blevins, dont la dernière apparition remontait au 4e épisode de la première saison. Le personnage de Michael Kritschgau est baptisé ainsi d'après le nom d'un ancien professeur d'art dramatique de Gillian Anderson.
Les cavernes glacées apparaissant dans l'épisode sont construites à l'intérieur d'un entrepôt réfrigéré, le décor nécessitant de grandes quantités de bois de construction ainsi que 930 m2 de polystyrène. Ce décor est l'un des plus coûteux et des plus élaborés à avoir été construits pour toute la série. Il requiert qu'une température constante de −29 °C soit maintenue afin de conserver en bon état la glace et la neige véritables servant d'éléments du décor.
Les extérieurs des scènes en montagne sont filmés dans les alentours du mont Seymour, où des conditions météorologiques difficiles rallongent le tournage d'une journée entière. Le premier montage de l'épisode est trop long de douze minutes, plusieurs scènes en montagne devant être coupées pour le ramener à une durée standard.
Durant l'intersaison, le cliffhanger de l'épisode nourrit de nombreuses spéculations de fans de la série au sujet de la prétendue mort de Mulder. Chris Carter affirme à ce sujet que « l'intrigue principale de l'épisode tourne autour d'un canular mais qu'il y a néanmoins d'importantes révélations dans celui-ci. Et c'est incroyable de voir que nous pouvons amener des gens à penser que Mulder pourrait se suicider car son système de croyances lui aurait été retiré ».

## Accueil

### Audiences
Lors de sa première diffusion aux États-Unis, l'épisode réalise un score de 12,7 sur l'échelle de Nielsen, avec 19 % de parts de marché, et est regardé par 19,85 millions de téléspectateurs.

### Accueil critique
L'épisode obtient des critiques globalement favorables. Dans leur livre sur la série, Robert Shearman et Lars Pearson lui donnent la note de 4/5, évoquant un épisode « qui captive par son ton passionné » même s'il veut trop en faire. John Keegan, de Critical Myth, lui donne la note de 9/10. Zack Handlen, du site The A.V. Club, lui donne la note de B+. Le site Le Monde des Avengers lui donne la note de 3/4.
Plus mitigée, Paula Vitaris, de Cinefantastique, lui donne la note de 2/4, estimant que le scénario est trop ambigu et divulgue trop peu d'informations pour être vraiment convaincant.